# Natchitoches Parish
Natchitoches Parish (franska: Paroisse de Natchitoches) är ett administrativt område, parish, i delstaten Louisiana, USA. År 2010 hade området med 39 566 invånare. Den administrativa huvudorten är Natchitoches.

## Geografi
Enligt United States Census Bureau har countyt en total area på 3 365 km². 3 252 av den arean är land och 114 km² är vatten.

### Angränsande områden
- Bienville Parish - norr
- Winn Parish - nordost
- Grant Parish - öster
- Rapides Parish - sydost
- Vernon Parish - söder
- Sabine Parish - väster
- DeSoto Parish - nordväst
- Red River Parish - nordväst

### Orter
- Clarence
- Natchitoches (huvudort)